# Орешкин, Дмитрий Борисович
Дми́трий Бори́сович Оре́шкин (род. 27 июня 1953, Москва) — советский и российский политический географ, политолог, общественный деятель. Кандидат географических наук. Научный сотрудник Института географии АН СССР / РАН (1978—2022). До 2022 года — ведущий научный сотрудник Института географии РАН. Член Совета при Президенте Российской Федерации по развитию гражданского общества и правам человека (2009—2012).

## Биография
Родился 27 июня 1953 года в Москве.
В 1970 году окончил математический класс спецшколы № 49 в Москве. В 1975 году окончил кафедру общей физической географии и палеогеографии (в настоящее время — кафедра рационального природопользования) географического факультета Московского государственного университета имени М. В. Ломоносова. В годы учёбы в МГУ выступал за университетскую сборную по футболу.
До 1979 года учился в аспирантуре Института географии АН СССР, в 1979 году защитил диссертацию по древним материковым оледенениям (тема: «Динамика и рельефообразующая деятельность московского ледникового покрова на территории левобережного Верхнего Поднепровья») и стал таким образом кандидатом географических наук.
С 1978 года — младший, старший, ведущий научный сотрудник Института географии АН СССР / РАН. Работал в этом учреждении более 40 лет. В мае 2022 года уволился по соглашению с руководством Института.
В 1987 году провёл советскую часть (Армения-Китай) первой международной экспедиции по Великому шёлковому пути («Марко Поло-87») под руководством Дика Фишера.
В 1988 году занимался научным обеспечением экспедиции «Арал-88», организованной журналом «Новый мир». Позднее вспоминал, что «грянула перестройка и открылся неожиданный спрос на людей, способных на карте отличить Бурятию от Удмуртии. Советскому Союзу было не до таких пустяков, а тут вдруг выяснилось, что в разных местах люди недовольны властью совершенно по-разному».
В 1989—1990 годах — занимался научным обеспечением международных телевизионных проектов по СССР для ЮНЕСКО, ВВС (Великобритания), АВС (США), «Асахи», NHK (Япония).
В 1993 году совместно с Андреем Скворцовым и Александром Беляевым создал аналитическую группу «Меркатор» (Mercator Group). Рассказывал, что «на деньги, заработанные на съёмках фильма про Аральскую катастрофу, группа в 1993 купила 286-й компьютер и стала рисовать электронные карты, отражающие результаты выборов, рост преступности, экологические кризисы и потребление водки по регионам».
С 1994 года группа занимается изготовлением электронных карт для телевидения. Сотрудничал с программой «Итоги» Евгения Киселёва на НТВ, в 1995—1996 годах выполняла функции регионального отдела регионального анализа АО «Общественное российское телевидение» (ОРТ). Делает живые карты прогноза погоды для «Метео-ТВ». Занимается компьютерной симуляцией для ведущих новостных телеканалов России.
Группа «Меркатор» с 1995 по 2007 годы обеспечивала по приглашению Центризбиркома аналитическую поддержку и отображение хода и результатов федеральных выборов депутатов Государственной думы и Президента России, сделала электронный Атлас кризисных ситуаций для Совета безопасности России.
В 2001 году по версии Rambler был признан «Человеком года» в номинации «Города и регионы».
С 2007 года, после прихода к руководству Центральной избирательной комиссией Владимира Чурова, рабочие контакты с Центризбиркомом прекратились. В это же время отошёл от руководства медийной группой «Меркатор», сосредоточившись на научной работе и публицистике.
2 июня 2023 года Министерством юстиции России внесён в список физических лиц «иностранных агентов».

## Награды и премии
- 1997 — Медаль «В память 850-летия Москвы»
- 2001 — «Человек года» в номинации «Города и регионы» по версии Rambler
- Лауреат литературных и журналистских премий газет «Московский комсомолец» и «Московские новости», журналов «Студенческий меридиан», «Огонёк», «Знамя», фонда «Либеральная миссия».

## Политическая активность

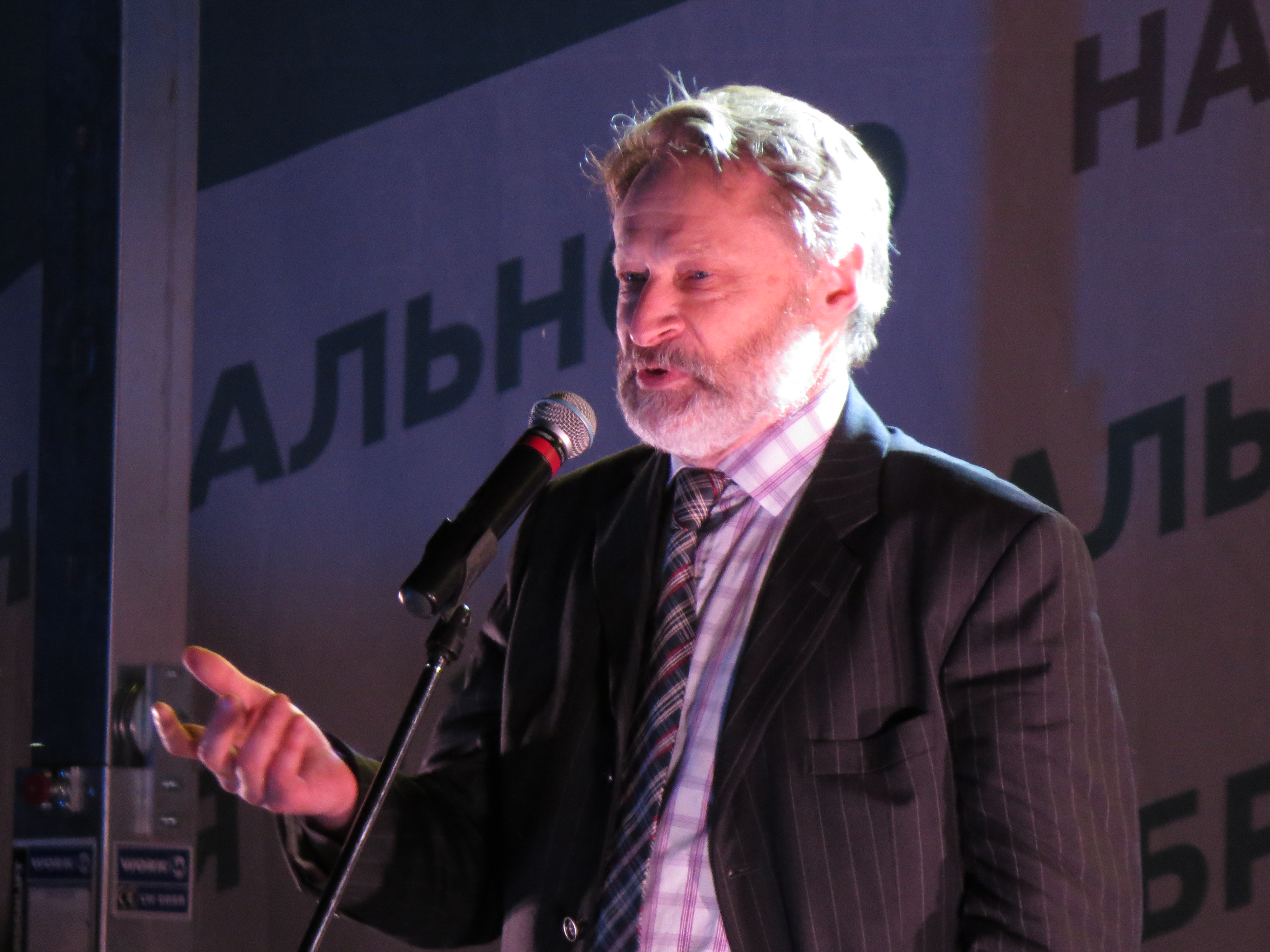
Дмитрий Орешкин на митинге сторонников Навального на Болотной площади, 2013

До 1991 года состоял в КПСС и был парторгом Института географии АН СССР. Вышел из коммунистической партии в январе 1991 года в знак протеста против расстрела телецентра в Вильнюсе и репрессивной политике руководства страны.
В 2007 году баллотировался на выборах в Государственную думу от Союза правых сил.
В 2009 году был включён в состав Совета по содействию развитию институтов гражданского общества и правам человека, где курировал работу группы по обеспечению избирательных прав граждан. Вышел из Совета в 2012 году после переизбрания Владимира Путина на третий срок из-за конфликта интересов. По мнению Орешкина, странно заниматься защитой избирательных прав в структуре президента, который был избран с помощью систематизированного нарушения избирательных прав.
В 2011 году при поддержке «Новой Газеты» и инициативной группы «Гражданин Наблюдатель» Дмитрий Орешкин организовал первый опыт выборочного наблюдения за подсчётом голосов на выборах депутатов Госдумы. Идея заключалась в том, чтобы обеспечить квалифицированное наблюдение на каждом двадцатом избирательном участке (первоначально проект назывался «5% правды»), собрать и суммировать там первичные участковые протоколы, ещё не подвергнутые «ночному фальсификату», и потом сравнить данные этой контрольной выборки с официальными результатами. «Гражданин Наблюдатель» провёл набор и обучение волонтёров. «Новая Газета» обеспечила информационную поддержку и снабдила волонтёров удостоверениями общественных корреспондентов, что дало право присутствовать при подсчёте голосов и требовать копию участковых протоколов. Как изначально и предполагалось, из-за незаконного удаления наблюдателей с участков, отказов в выдаче копий протоколов и полицейского запугивания репрезентативную выборку (объёмом в 130 УИК, те есть по факту получалось не в 5 %, а скорее 4 % от общего числа участков) удалось обеспечить только в Москве.
Реакцией на грубую фальсификацию в Москве стали известные события на Болотной площади, и одновременно активный рост движения независимых наблюдателей. Заявили о себе такие общественные объединения, как «Лига избирателей», «Росвыборы», «Наблюдатели Санкт-Петербурга», «Сонар» и другие. Однако к следующему циклу федеральных выборов 2016—2018 годов политическая конкуренция в стране и связанное с ней движение независимых наблюдателей в значительной степени были уже подавлены. Этот итог политолог Лилия Шевцова предсказала ещё в декабре 2011 года:

«…Я считаю, что независимые наблюдатели, которые контролировали ход думских выборов, в первую очередь организация „ГОЛОС“ и коллеги, создавшие проект „Гражданин наблюдатель“, в первую очередь Дмитрий Орешкин, — сыграли огромную роль в формировании общественного протеста и одновременно в придании ему конструктивного характера. Общественное недовольство было канализировано в мирное русло — люди пытались добиться осуществления конституционных прав через выборную процедуру. Сам тот факт, что первый в путинской России массовый общественный протест был ненасильственным, — во многом заслуга тех, кто создал механизм общественного контроля за выборами. Но сегодня мы подошли к новому этапу, когда инструмент выборов в его нынешнем правовом и организационном оформлении не может стать средством обновления и демократизации».
12 июня 2012 года выступал на митинге на Проспекте Сахарова в Москве.
1 апреля 2014 гoда в своём блоге на радио «Эхо Москвы» Орешкин подверг резкой критике Россию за её внешнюю политику по отношению к Украине, сказав, что:

«Амбициозная история начиналась с обещания вернуть Украину (всю целиком!) в сферу влияния Москвы, встроив её в Таможенный союз и евразийскую систему ценностей. Это программа-максимум. Она, очевидно, провалилась. Настала очередь программы-минимум — забрать под крыло хотя бы Восток Украины вместе с Крымом… Сегодня амбиции сократились: мы слышим страстные речи про „наш“ Харьков и Донбасс; реже про Одессу. Киев за 10 лет полегоньку откочевал на Запад — естественный результат большей привлекательности европейской системы ценностей в сравнении с патриотическими байками Корпорации».
До 2022 года входил в Совет Фонда «Либеральная миссия».
Выступает в качестве эксперта по различным политическим событиям в российских СМИ, в том числе на радиостанции «Эхо Москвы».

## Личная жизнь
Женат с 1977 года. Отец двух дочерей, старшая — Дарья. Имеет сестру.